# Centre de recherche et d'information sur l'enfance et la sexualité
Le Centre de recherche et d'information sur l'enfance et la sexualité (CRIES) était un groupe d'activistes pédophiles belges francophones dirigé par Philippe Carpentier, actif de 1982 à 1986, qui disparut à la suite de la condamnation en mars 1988 de ses principaux membres.

## Idéologie
Dans la tradition des mouvements pédophiles militants, les membres du CRIES « estiment qu'une relation amoureuse faite de tendresse et de sensualité épanouie peut être pour les jeunes, quel que soit leur âge ou leur sexe, une expérience éminemment positive, si elle est vécue dans la liberté, à l'abri de toute forme de contrainte, mais aussi à l'abri des interdits et de la culpabilité que notre société attache encore trop souvent à la sexualité. » Par conséquent, le CRIES « milite en faveur d'une réforme législative (…) qui décriminaliserait toutes les relations amoureuses librement consenties, ce qui permettrait de combattre beaucoup plus efficacement les cas de prostitution, d'abus ou de contrainte, actuellement confondus avec les autres dans une même répression. »
Le rôle du CRIES étant « avant tout éducatif et préventif », son action se développe principalement sur trois axes : recherche (recensement des écrits sur la pédophilie et constitution d'une bibliothèque se voulant exhaustive) ; action (dénonciation des « dommages causés tant aux enfants qu'aux adultes par la répression de leurs relations amoureuses ») ; information (rencontres bimensuelles puis hebdomadaires, assistance téléphonique, diffusion d'une revue).

## Histoire du groupe

### La fondation du CRIES
En 1979, des militants de l'association homosexuelle belge Infor Homosexualité fondent le Groupe d'étude sur la pédophilie. Ce groupe, qui considère aussi les relations hétérosexuelles, amasse de la documentation et publie début 1980 S'aimer entre enfants et adultes. En 1982, face au déclin des activités d'Infor-Homosexualité, le GEP change de nom pour devenir le Centre de recherche et d'information sur l'enfance et la sexualité, et se rapproche d'un autre groupe homosexuel, Regard Pluriel, qui disparaît en 1983, permettant au CRIES d'acquérir son autonomie. Le mouvement est dirigé par Philippe Carpentier, qui avait participé aux travaux du GEP dès 1978.

### L'Espoiret le développement du CRIES
Fin 1982, Jean-Claude Weber, membre du Mouvement pour la libération des pédophiles, détenu en Belgique pour des relations sexuelles avec des mineurs, fait part au CRIES de son désir de participer à une revue pédophile qui pourrait être diffusée dans les prisons belges. Ne pouvant éditer une revue tout en étant en prison, il laisse le CRIES s'en occuper. Naît alors une revue photocopiée bimensuelle appelée L'Espoir, distribuée en France et en Belgique de janvier 1983 à la fin 1986. La revue informe de la vie du CRIES et de l'actualité de l'activisme pédophile mondial. On y trouve des réflexions et articles signés par les membres du groupe (Claude Drieghe, Philippe Carpentier), des lecteurs ou des spécialistes (comme Frits Bernard ou Edward Brongersma), ainsi que des poèmes, témoignages et dessins (dont la reprise de croquis de Paul Cuvelier dans le numéro 11). Les critiques et annonces de revues, romans ou films sur l'enfance sont également nombreuses.
La première année, L'Espoir est diffusé à environ 150 exemplaires, dont une centaine payants, d'où de grosses difficultés financières. À partir du numéro 11, la revue s'organise autour d'un thème lié à la pédophilie ou à l'enfance. Fin 1984, le tirage est de 400 exemplaires, dont deux cents payants, la revue fait 60 pages, et le CRIES atteint l'équilibre financier. Le CRIES est alors le principal mouvement pédophile francophone, les activités du Groupe de recherche pour une enfance différente étant limitées, et la parution de son journal aléatoire.
L'Espoir remporte un succès croissant, et fin 1985, son tirage est de 800 exemplaires (dont 450 payants), ce qui permet de changer de formule en 1986 : le journal perd des pages (il passe à 40), tout en augmentant sa qualité. Un rythme de parution mensuel est ébauché, mais ne dure que jusqu'au numéro 24 d'avril, l'enthousiasme des lecteurs ne s'accompagnant pas d'un envoi plus grand de témoignages, textes ou illustrations. Prenant acte de la prépondérance des Français parmi les lecteurs de l'Espoir, le CRIES crée une antenne en France en mai 1983, afin de délester le centre bruxellois de la gestion des courriers et appels français. Le centre français devait aussi organiser des rencontres et débats, sur le modèle belge.
Après trois ans d'indépendance le CRIES rejoint fin 1986 l'association Infor-Homosexualités Belgique, refondée, afin de se rendre plus visible au sein des avant-gardes de la libération sexuelle et de bénéficier des avantages d'appartenir à un groupe organisé légalement en association sans but lucratif. Sans que rien dans son contenu ne l'indique, le vingt-huitième numéro de novembre-décembre 1986 est le dernier Espoir à paraître, et la dernière publication du CRIES. C'est que surgit alors « L'affaire du CRIES ».

### Le réseau pédocriminel
On découvre en 1986 que Michel Felu s'est servi des bureaux de son employeur, Joseph Verbeeck, directeur de l'UNICEF Belgique, pour réaliser des photographiques érotiques et pornographique d'enfants. Les plus « soft » de ces photos ayant été publiées dans L'Espoir, la police est conduite à effectuer des fouilles chez Philippe Carpentier et d'autres membres du CRIES. Elle « découvre que le CRIES cache en fait un réseau international de pédophiles qui concerne au moins 18 pays ». Plus de 4000 photos et cassettes sont saisies, impliquant une centaine d'enfants. Les images sont prises et tournées non seulement dans les locaux de l'UNICEF, mais aussi dans des appartements privés à Anvers ou Bruxelles où des parents prostituaient leurs enfants, et ailleurs dans le monde. Les listes des membres du CRIES sont saisies, et des perquisitions ont lieu, surtout en Belgique, la police française se montrant peu coopérative. Bien que tous les membres du CRIES n'aient pas participé aux échanges et achats de clichés et films pédopornographiques, Philippe Carpentier et Michel Felu sont condamnés en 1988 à dix ans de prison, pour l'organisation du réseau.